# Johanna Ekeroth
Johanna Ekeroth, född 1977, är en svensk för detta innebandyspelare som sedan juni 2018 är invald i innebandyns Hall of Fame. Hennes poängfacit gjorde henne till poängdrottning fler gånger än någon annan i IBK Lockerud ett av innebandyhistoriens mest klassiska lag. Bland annat lyckades laget kvalificera sig till SM-final åtta år i rad.
Johanna Ekeroth var bara 16 år då hon gjorde sin debut i högsta serien. Under sin tid i Lockeruds skulle Ekeroth komma att bli en symbol för laget. Under sin klubblagskarriär kunde hon titulera sig som bästa poänggörare i Sverige, SM-mästare och dessutom Lockeruds mest utvisade spelare genom tiderna.